# Zhang Hao (cantor)
Zhang Hao (em chinês: 章昊; pinyin: Zhāng Hào; em coreano: 장하오; Fujian, 25 de julho de 2000) é um cantor chinês radicado na Coreia do Sul e contratado pela Yuehua Entertainment. Ele se tornou o vencedor do reality show Boys Planet e estreou como membro do grupo masculino sul-coreano ZEROBASEONE em julho de 2023. Ele é conhecido como o primeiro estrangeiro a conquistar o primeiro lugar em um reality de sobrevivência de ídolos sul-coreanos.

## Infância e educação
Zhang nasceu em 25 de julho de 2000 e é natural de Fujian, China. Em janeiro de 2018, ele participou do exame nacional de admissão à faculdade para estudantes de artes e ficou em primeiro lugar em sua província natal, Fujian. Ele então se matriculou na Fujian Normal University e se formou em educação musical. Ainda na faculdade, obteve seu certificado de professor para ensinar música a alunos do ensino médio. Seus talentos musicais incluem cantar e tocar instrumentos musicais como violino, violoncelo, viola e piano. Zhang treinou por 1 ano e 3 meses antes de ingressar no programa de sobrevivência Boys Planet.

## Carreira

### 2022–presente: Boys Planet e Zerobaseone

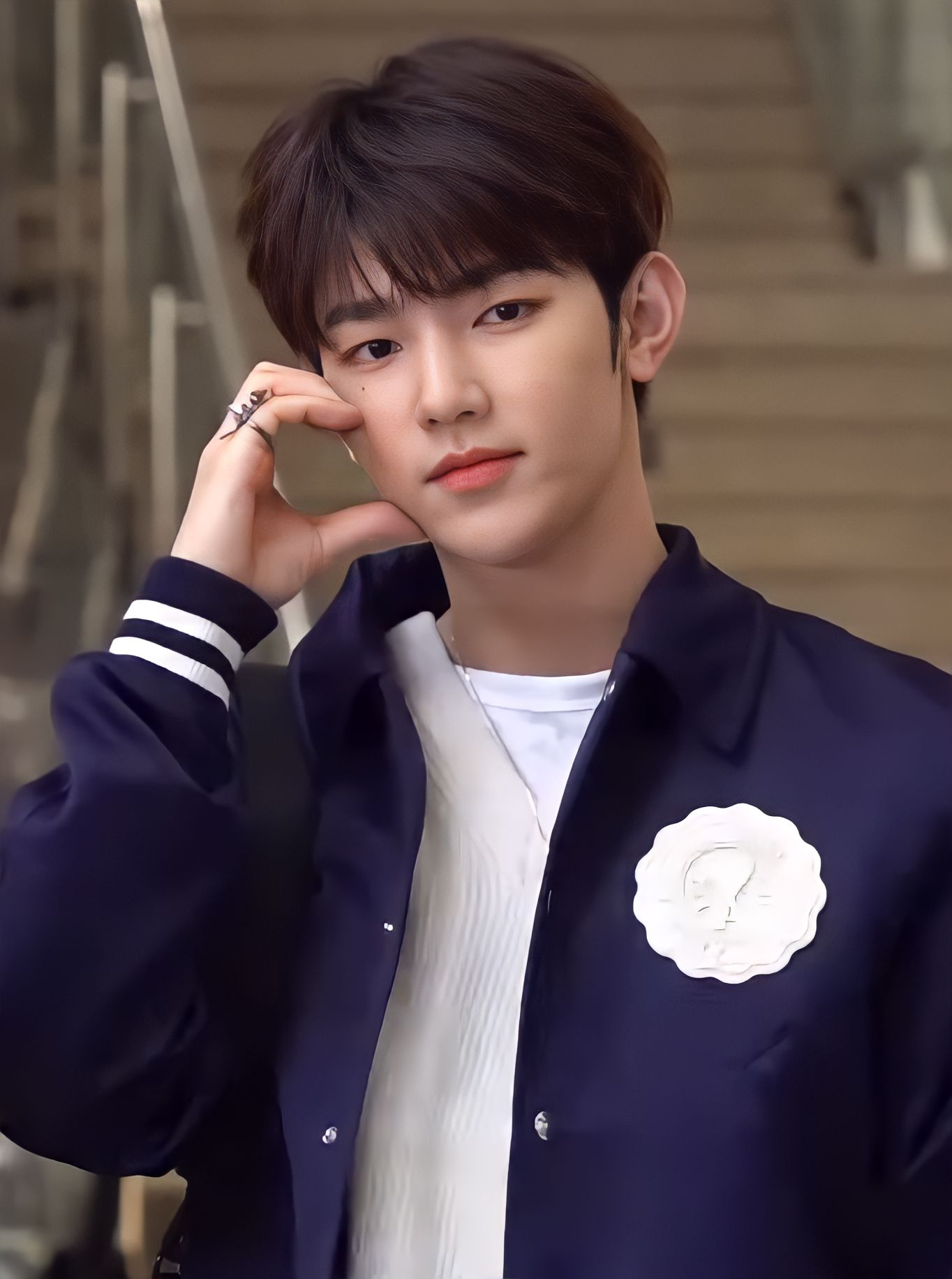
Zhang em maio de 2023 após a conclusão do Boys Planet

Em 29 de dezembro de 2022, Zhang foi apresentado como concorrente do reality show Boys Planet da Mnet e o center do G-Group na performance da música tema do Boys Planet "Here I Am" (coreano: 난 빛나), que foi transmitida no M Countdown da Mnet. O programa foi ao ar de 2 de fevereiro a 20 de abril de 2023. Zhang foi um dos oito trainees representando a Yuehua Entertainment e cantou "Kick It" do NCT 127 ao lado de seus colegas trainees globais Ricky, Ollie e Brian para sua primeira avaliação de estrela no programa.
Em 20 de abril de 2023, ele ficou em primeiro lugar no Boys Planet, debutando como membro do grupo masculino Zerobaseone. O grupo debutou oficialmente pela WakeOne Entertainment com o EP Youth in the Shade em 10 de julho de 2023. A faixa solo de Zhang "Always" também foi incluída no EP. A música foi creditada com o nome do grupo.
Em 21 de outubro de 2023, Zhang cantou "Road" da boy band g.o.d no violino no episódio 405 de Knowing Bros. No 87º episódio de LeeMujin Service lançado em 7 de novembro de 2023, ele cantou Dynamite do BTS e "Either Way" do IVE no violino em dueto com o apresentador Lee Mujin na guitarra. Em 28 de novembro de 2023, ele cantou a música tema do Boys Planet "Here I Am" (String ver.) no violino durante a apresentação de abertura do 2023 MAMA Awards.
Em 19 de janeiro de 2024, Zhang lançou sua primeira trilha sonora original "I Wanna Know" para o programa de namoro sul-coreano Exchange 3. A música estreou no topo do Circle Download Chart semanal na edição de 14 a 20 de janeiro e ficou em 6º lugar na edição mensal do Circle Download Chart datada de janeiro de 2024. Ele cantou a música no M Countdown em 1º de fevereiro.
Em 15 de março, Zhang foi anunciado como MC para o dia 2 do KCON 2024 in Hong Kong ao lado do colega de grupo Sung Han-bin.

## Discografia

### Aparições em trilha sonora
| Título                                                                                    | Ano  | Posições nos charts | Posições nos charts | Posições nos charts | Álbum                 |
| Título                                                                                    | Ano  | KOR                 | JPN Hot             | US World            | Álbum                 |
| ----------------------------------------------------------------------------------------- | ---- | ------------------- | ------------------- | ------------------- | --------------------- |
| "I Wanna Know"                                                                            | 2024 | 80                  | —                   | 9                   | Exchange 3 OST Part 4 |
| "—" denota uma gravação que não entrou nas paradas ou não foi lançada naquele território. |      |                     |                     |                     |                       |

### Outras músicas nos charts
| Título   | Ano  | Posições nos charts | Álbum              |
| Título   | Ano  | KOR Down.           | Álbum              |
| -------- | ---- | ------------------- | ------------------ |
| "Always" | 2023 | 23                  | Youth in the Shade |

## Filmografia

### Shows de televisão
| Ano  | Título      | Papel       | Notas                                                 | Ref.   |
| ---- | ----------- | ----------- | ----------------------------------------------------- | ------ |
| 2023 | Boys Planet | Concorrente | Terminou em primeiro lugar como membro do Zerobaseone | [ 30 ] |

### Programas na web
| Ano       | Título              | Papel     | Notas       | Ref.          |
| --------- | ------------------- | --------- | ----------- | ------------- |
| 2023–2024 | HaoHao's Good Times | Anfitrião | 8 episódios | [ 31 ] [ 32 ] |

### MC
| Ano  | Título              | Nota(s)                              | Ref.   |
| ---- | ------------------- | ------------------------------------ | ------ |
| 2024 | 2024 KCON Hong Kong | MC especial (dia 2) com Sung Han-bin | [ 33 ] |

## Prêmios e indicações
| Cerimônia de premiação    | Ano  | Categoria                     | Nomeado / Trabalho | Resultado | Ref.   |
| ------------------------- | ---- | ----------------------------- | ------------------ | --------- | ------ |
| Circle Chart Music Awards | 2024 | Viaje Global Popularity Award | Zhang Hao          | Venceu    | [ 34 ] |